# Joypurhat Sadar Upazila
Joypurhat Sadar Upazila är ett underdistrikt i Bangladesh.   Det ligger i provinsen Rajshahi, i den nordvästra delen av landet, 210 km nordväst om huvudstaden Dhaka.
Trakten runt Joypurhat Sadar Upazila består till största delen av jordbruksmark. Runt Joypurhat Sadar Upazila är det mycket tätbefolkat, med 1 266 invånare per kvadratkilometer.